# Seal Cove, Newfoundland och Labrador
Seal Cove är en ort i Kanada.   Den ligger i provinsen Newfoundland och Labrador, i den östra delen av landet, 1 500 km öster om huvudstaden Ottawa. Seal Cove ligger 169 meter över havet och antalet invånare är 315.
Terrängen runt Seal Cove är kuperad åt sydost, men åt nordväst är den platt. Havet är nära Seal Cove åt nordväst. Trakten runt Seal Cove är nära nog obefolkad, med mindre än två invånare per kvadratkilometer.. Närmaste större samhälle är Baie Verte, 14,3 km öster om Seal Cove. 
I omgivningarna runt Seal Cove växer i huvudsak barrskog.